# Äntligen på väg (album av Lotta Engbergs)
Äntligen på väg utkom 1996 och är ett studioalbum av det svenska dansbandet Lotta Engbergs. Albumet nådde som högst 13:e plats på den svenska albumlistan.

## Låtlista
| Nr  | Titel                             | Låtskrivare                       | Längd |
| --- | --------------------------------- | --------------------------------- | ----- |
| 1.  | "Äntligen på väg"                 | Mikael Wendt, Christer Lundh      | ?     |
| 2.  | "När jag vilar i din famn"        | Mikael Wendt, Christer Lundh      | ?     |
| 3.  | "Juliette & Jonathan"             | Torgny Söderberg, Monica Forsberg | ?     |
| 4.  | "Lämna mig aldrig"                | Torgny Söderberg, Monica Forsberg | ?     |
| 5.  | "I'm Gonna Rock It"               | Mikael Wendt, Christer Lundh      | ?     |
| 6.  | "Håll om mig nu"                  | Mikael Wendt, Christer Lundh      | ?     |
| 7.  | "Vandrar i regnet"                | Peter Åhs                         | ?     |
| 8.  | "Lycklig igen"                    | Mikael Wendt, Christer Lundh      | ?     |
| 9.  | "Du är helt perfekt"              | Per Strandberg, Leif Ottebrand    | ?     |
| 10. | "Högt upp i det blå"              | Åke Swahn, Peter Åhs              | ?     |
| 11  | "Jag vill ha dig och ingen annan" | Peter Bergquist, Hans Backström   | ?     |
| 12. | "Gryningsljus" (Den fyrste song)  | Lars Sörås, Per Sivle, Peter Åhs  | ?     |

## Listplaceringar
| Lista (1996) | Topplacering |
| ------------ | ------------ |
| Sverige      | 13           |